# Diecezja Yei
Diecezja Yei (łac.: Dioecesis Yeiensis) – rzymskokatolicka diecezja ze stolicą w Yei w Sudanie Południowym, wchodząca w skład metropolii Dżuba. Siedziba biskupa znajduje się w katedrze Chrystusa Króla w Yei.

## Historia
- Diecezja Yei powstała 21 marca 1986.

## Biskupi
1. Erkolano Lodu Tombe (1986–2022)
2. Alex Lodiong Sakor Eyobo (od 2022)

## Podział administracyjny
W skład diecezji Yei wchodzi 9 parafii, prowadzonych przez księży diecezjalnych i zakonnych, m.in. werbistów w Lainya oraz, od 2015 r., salezjanów.

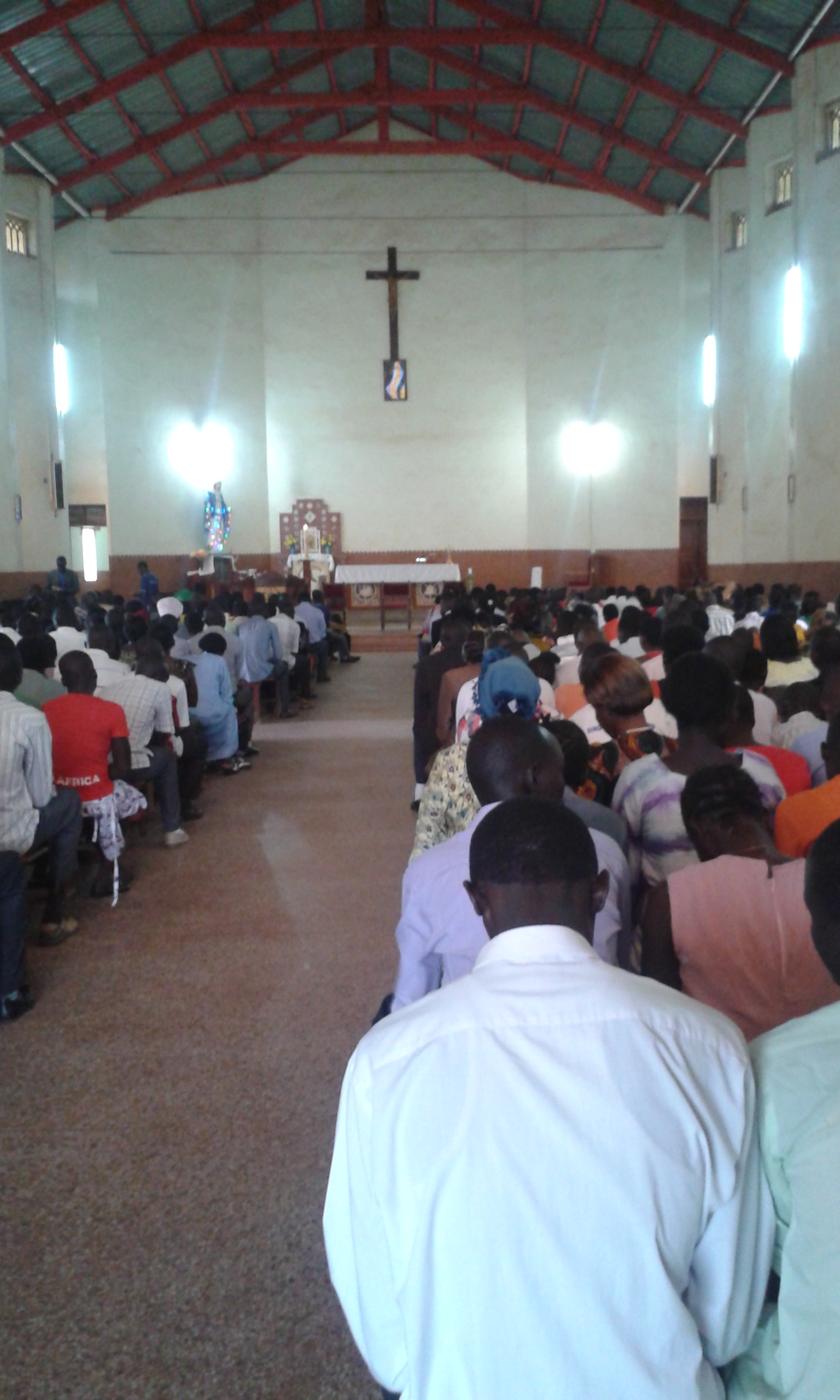
Niedzielna Eucharystia w katedrze Chrystusa Króla w Yei.

## Główne świątynie
- Kościół katedralny: Chrystusa Króla

## Instytucje
Diecezja prowadzi katolickie Radio Easter, które należy do sieci katolickich rozgłośni w Sudanie Południowym, utworzonych przez kombonianów. Siostry werbistki prowadzą przychodnie lekarską St. Bakhita Health Centre, w którym od 2015 r. znajduje się także oddział położniczy. W diecezji działa Caritas. Przy katedrze działa także ośrodek counselingu.